# Bundestagswahlkreis Dessau – Bitterfeld
Der Bundestagswahlkreis Dessau – Bitterfeld war von 1990 bis 2002 ein Wahlkreis in Sachsen-Anhalt. Er besaß die Nummer 289 und umfasste die kreisfreie Stadt Dessau und den Landkreis Bitterfeld. Im Zuge der Reduzierung der Anzahl der Wahlkreise in Sachsen-Anhalt von dreizehn auf zehn bei der Wahlkreisreform von 2002 wurde das Gebiet des Wahlkreises auf die Wahlkreise Anhalt und Bernburg – Bitterfeld – Saalkreis aufgeteilt.
Die letzte direkt gewählte Wahlkreisabgeordnete war Ilse Schumann (SPD).

## Wahlkreissieger
| Wahl | Name            | Partei | Erststimmen |
| ---- | --------------- | ------ | ----------- |
| 1998 | Ilse Schumann   | SPD    | 41,3 %      |
| 1994 | Wolfgang Krause | CDU    | 39,4 %      |
| 1990 | Wolfgang Krause | CDU    | 36,5 %      |